# Falisque
Cet article concerne la langue falisque. Pour le peuple falisque, voir Falisques.

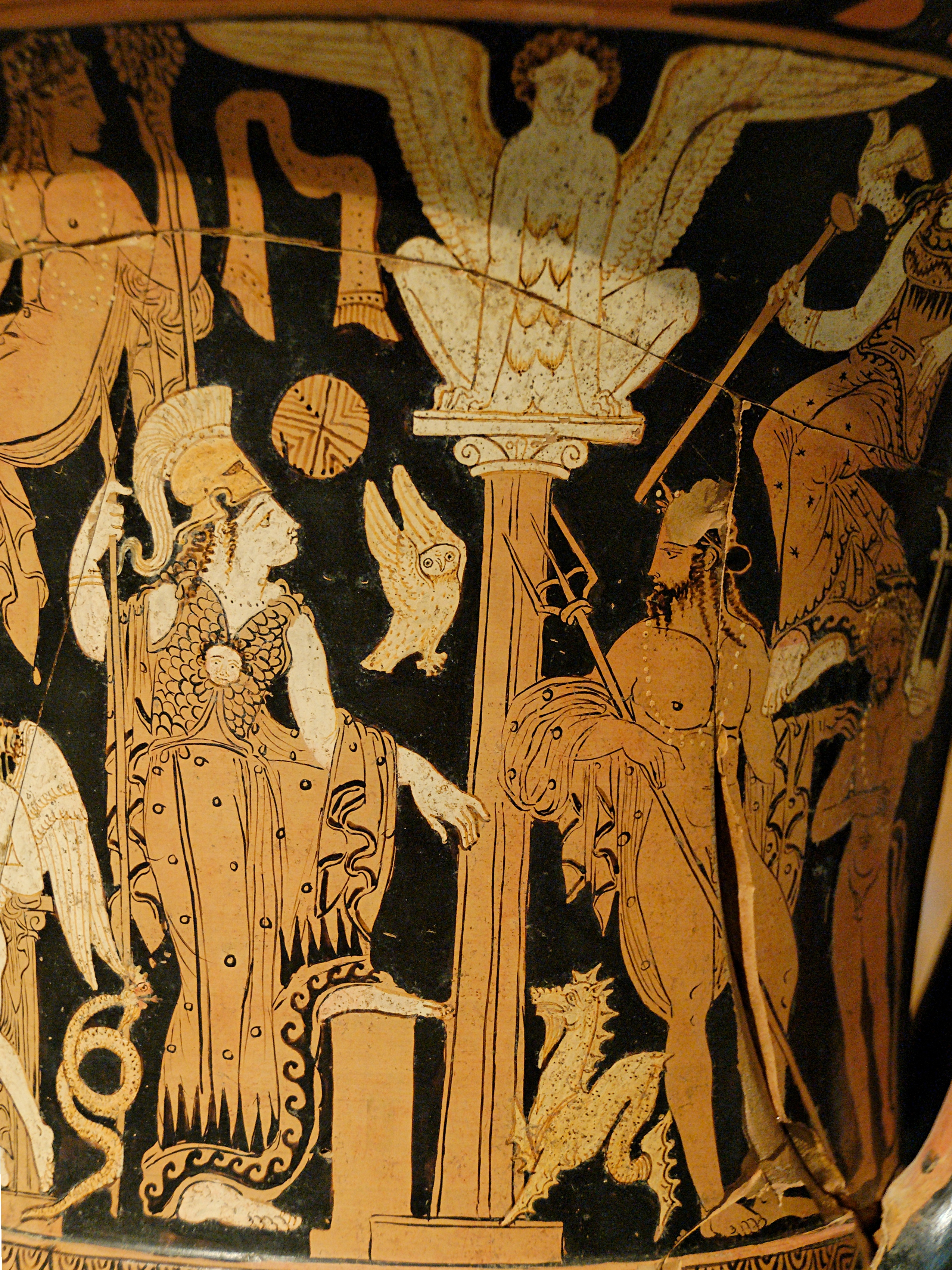
Athéna et Poséidon. Face A d'un cratère à volutes falisque à figures rouges.

Le falisque, langue de la famille italique, était parlé dans la région de Rome par les anciens Falisques (Falisci). Proche parent du latin, avec lequel il constituait un groupe latino-falisque, le falisque fut progressivement absorbé par le latin avant de disparaître aux alentours de 150 av. J.-C..

## Corpus
Environ 355 inscriptions, courtes pour la plupart, ont survécu et datent du VIIe au IIe siècle av. J.-C. Certaines sont écrites dans une variété d'alphabet qui est dérivée de l'alphabet étrusque et sont rédigées de droite à gauche. Une inscription dédiée à Cérès, datant de 600 av. J.-C. environ, est traditionnellement considérée comme la plus ancienne.

## Caractéristiques phonétiques
Voici certaines caractéristiques phonétiques du falisque :
1. la conservation du f dans les mots là où en latin, il sera changé en b (carefo, versus latin carebo) ;
2. la représentation de l'initiale indo-européenne gh par f (foied, versus latin hodie) ;
3. la palatalisation du d suivi de yod, noté i (foied de fodied, versus latin hodie) ;
4. la chute du s final, au moins devant certains sons (cra, versus latin cras) ;
5. la conservation des labio-vélaires (cuando = latin quando, versus ombrien pan(n)u) ;
6. l’assimilation de certaines consonnes finales avec la consonne initiale du mot suivant (pretod de zenatuo sententiad[1], versus latin praetor de senatus sententia, avec zenatuo pour senatuos, forme archaïque du génitif).

## Code
- Code de langue IETF : xfa